# 原木灣 (加利福尼亞州)
原木灣（英語：Timber Cove）是位於美國加利福尼亞州索諾馬縣的一個人口普查指定地區。

## 地理
原木灣的座標為38°32′28″N 123°16′32″W / 38.54111°N 123.27556°W，而該地最高點為海拔高度169米（即554英尺）。

## 人口
根據2010年美國人口普查的數據，原木灣的面積為14.637平方千米，當中陸地面積為14.637平方千米，而水域面積為0.000平方千米。當地共有人口164人，而人口密度為每平方千米11人。